# Ян Леманський
Ян Леманський (Jan Lemański, 7 липня 1866 —11 листопада 1933) — польський поет, письменник, байкар та сатирик.

## Життєпис
Народився у селі Глажев, неподалік Плоцька. Початкову освіту здобув у рідному селі. Потім навчався у гімназії в Плоцьку, потім на юридичному факультеті Варшавського університету. В цей час захопився літературою. У 1894 році вийшли перші його вірші.
З 1901 до 1907 року входив до складу редколегії журналу символістів «Химери», де Леманський також друкувався. Доволі швидко став провідним сатириком цього журналу.
З 1920 він працював у Міністерстві внутрішніх справ, а наприкінці життя кіноцензором. У 1929 році був нагороджений командорським хрестом Ордену відродження Польщі. Помер у Варшаві в 1933 році.

## Творчість
Розквіт літературної майстерності припадає на роки перед Першою світовою війною. Найбільшу популярність здобули байки і сатиричні вірші Леманського, спрямовані проти консервативних кіл польського суспільства, що висміюють філістерські смаки та звичаї, прагнення до наживи, філантропію — збірки «Байки» (1902 рік), «Іронічна проза» (1904 рік), «Право власності» (1909 рік), «Байки про правду» (1910 рік), «Звіринець» (1912 рік). Для них характерні нещадна іронія, відсутність настирливого дидактизму. У доробку поета є також писав також ліричні вірші.
У 1906 році опублікував фантастичну повість «Жертва королівни».